# Yanggak
Yanggak (ook Yanggakdo) is een eiland in de Taedong, de belangrijkste rivier die door de stad stroomt, gesitueerd in de Noord-Koreaanse hoofdstad Pyongyang. Het eiland is met de Yanggakbrug aan beide kanten verbonden met het vasteland.
Op Yanggak bevindt zich onder andere op het noordelijkste punt het Yanggakdo Hotel, een van de weinige hotels in Noord-Korea. Bezoekers van dat hotel zijn niet toegestaan alleen het eiland te verlaten. Direct ten zuiden van dat hotel bevindt zich een door China gefinancierd gezondheidscomplex, dat momenteel (2014) nog wordt gebouwd. Tot 2012 bevond zich daar de Yanggakdo Golf Course. Op Yanggak bevinden zich eveneens de Internationale bioscoop van Pyongyang, waar om de twee jaar het filmfestival van Pyongyang wordt gehouden, een in 2001 geopende broeikas met een oppervlakte van 480 m² voor 1.200 planten van de soorten Kimilsungia en Kimjongilia, het Yanggakdostadion en Sportpark Yanggakdo.
De naam van het eiland is afkomstig van het Koreaanse woord voor schapenhoorn.

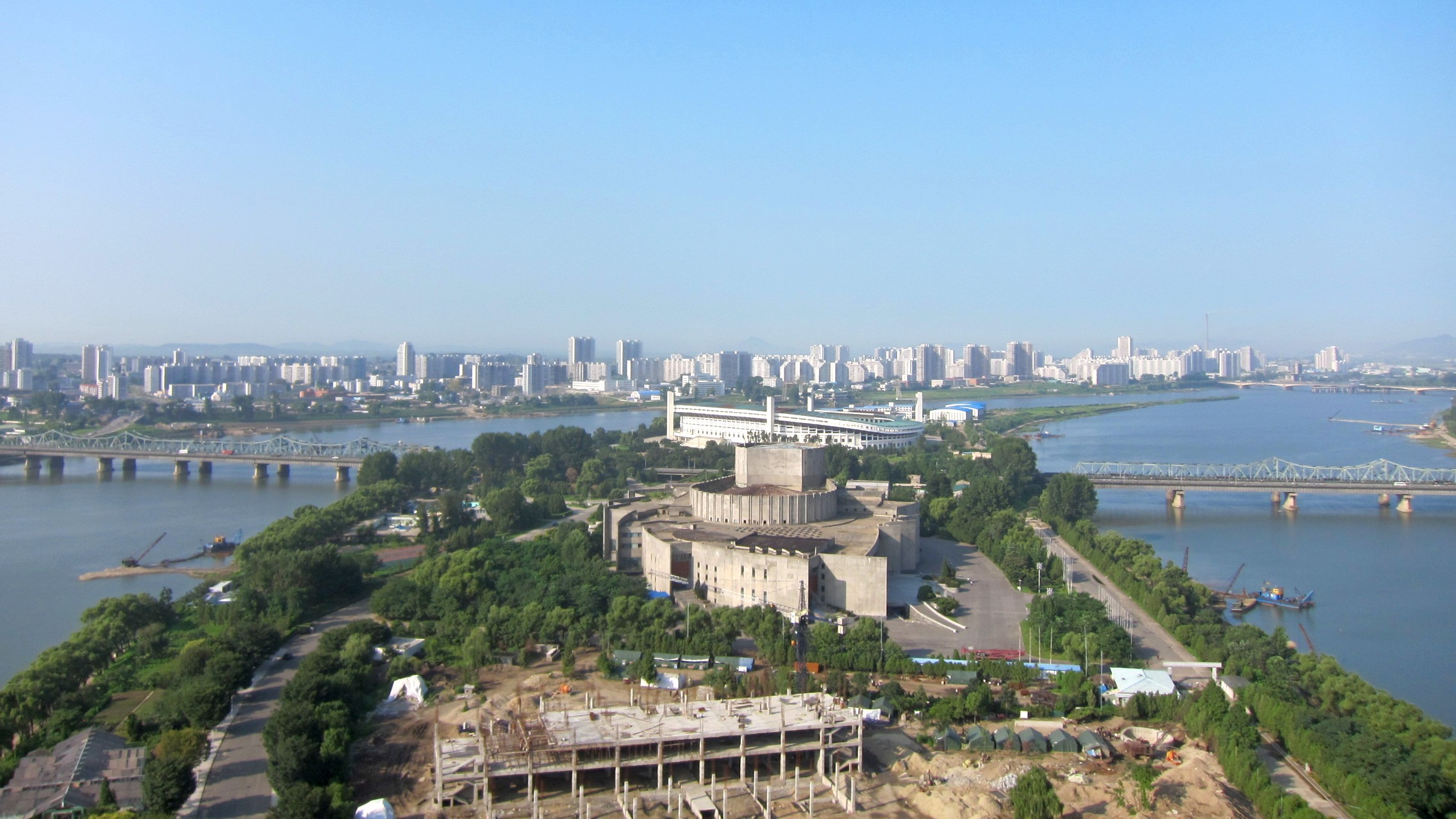
Het eiland gezien vanuit het daarop gelegen Yanggakdo Hotel